# 纳滕海姆
纳滕海姆是德国莱茵兰-普法尔茨州的一个市镇。总面积6.93平方公里，总人口539人，其中男性256人，女性283人（2011年12月31日），人口密度78人/平方公里。